# 金讷伯德纳
金讷伯德纳（Channapatna）是印度卡纳塔克邦Bangalore Rural县的一个城镇。总人口63561（2001年）。

## 人口
该地2001年总人口63561人，其中男性32143人，女性31418人；0—6岁人口7565人，其中男3924人，女3641人；识字率68.06%，其中男性为72.19%，女性为63.83%。